# Revoluční národní shromáždění
Revoluční národní shromáždění, také Národní shromáždění československé, byl nejvyšší zastupitelský a zákonodárný orgán v době vzniku Československa v letech 1918–1920.

## Vznik a působnost Revolučního národního shromáždění
Vzniklo 14. listopadu 1918. Sídlem národního shromáždění se postupně stalo pražské Rudolfinum, avšak první zasedání se konala v Thunovském paláci. Prvním předsedou byl novinář a sociálně-demokratický politik František Tomášek. První slavnostní zasedání zvolilo prezidentem republiky Tomáše Garrigue Masaryka a jmenovalo vládu, v jejímž čele stanul Karel Kramář (vláda Karla Kramáře). Po obecních volbách v roce 1919, které přinesly výrazné zisky levici, ji vystřídala první vláda Vlastimila Tusara.
Fungování parlamentu řídila Prozatímní ústava. V následujících měsících přijal tento zákonodárný sbor klíčové zákony související se vznikem samostatného státu a v závěru svého funkčního období došlo i k přijetí ústavy ČSR. Činnost Revolučního národního shromáždění byla ukončena parlamentními volbami v roce 1920, po nichž se ustavilo volené dvoukomorové Národní shromáždění republiky Československé.

## Složení Revolučního národního shromáždění
Revoluční národní shromáždění vzniklo z Národního výboru československého jeho rozšířením podle tzv. Švehlova klíče na základě výsledků voleb do říšské rady roku 1911. Původně mělo 256 členů, ale v březnu 1919 byl ústavním zákonem jejich počet zvýšen na 270 (další místa byla uvolněna zejména pro poslance za Slovensko, kde bylo nutno efektivněji bojovat proti právnímu dualismu – na Slovensku platily staré uherské předpisy, v ostatních zemích předpisy rakouské). V parlamentu zasedali jen poslanci české a slovenské národnosti (německá a maďarská menšina zastoupena nebyla, stejně jako Podkarpatská Rus, jejíž státoprávní poměr k Československu ještě nebyl dořešen).

### Zastoupení jednotlivých poslaneckých klubů
Je uvedeno pořadí, název strany a počet přidělených mandátů.
| Strana                                               | Počet mandátů | Poznámka |
| ---------------------------------------------------- | ------------- | --- |
| Republikánská strana československého venkova        | 55            | |
| Československá sociálně demokratická strana dělnická | 53            | |
| Československá národní demokracie                    | 46            | |
| Slovenští poslanci                                   | 45            | Pro nedostatek slovenských poslanců byli zastupováni i Čechy. |
| Československá strana socialistická                  | 35            | Československá strana národně socialistická měla původně 29 křesel, ale do jejího klubu později přistoupili i poslanci za Československou stranu pokrokovou, kteří obsadili 6 křesel. |
| Československá strana lidová                         | 24            | |
| Ostatní kooptovaní                                   | 11            | Kooptace představuje zařazení do Revolučního národního shromáždění mimo Švehlův klíč. Kromě slovenských poslanců to byly některé osoby z titulu své funkce.                           |
| celkem                                               | 269           | |